# Gabriele Bruni
Gabriele Bruni (Palermo, 2 de mayo de 1974) es un deportista italiano que compitió en vela en la clase 49er, junto con su hermano Francesco. Ganó una medalla de plata en el Campeonato Europeo de 49er de 1997.

## Palmarés internacional
| \| Campeonato Europeo \| Campeonato Europeo \| Campeonato Europeo \| Campeonato Europeo \| \| Año \| Lugar \| Medalla \| Clase \| \| ------------------ \| ---------------------- \| ------------------ \| ------------------ \| \| 1997 \| Weymouth (Reino Unido) \| Medalla de plata \| 49er \| |                        |                  |       |
| Campeonato Europeo |                        |                  |       |
| Año | Lugar                  | Medalla          | Clase |
| 1997 | Weymouth (Reino Unido) | Medalla de plata | 49er  |